# 26. Berlini Nemzetközi Filmfesztivál
A 26. Berlini Nemzetközi Filmfesztivál 1976. június 25. és július 6. között került megrendezésre. Az Arany Medve díjat Robert Altman filmje, a Buffalo Bill és az indiánok nyerte. A japán Nagisa Oshima filmje, Az érzékek birodalma is szerepelt volna a fesztiválon, azonban pornográfia vádja miatt elkobozták a kópiáit és az egész országban betiltották a filmet (ezt a tiltást pár hónappal később feloldották). A fesztiválon levetítették Charlie Chaplin 1957-es filmjét, az Egy király New Yorkbant is.

## Zsűri
Az alábbi emberek voltak a fesztivál zsűrijének tagjai:
- Jerzy Kawalerowicz lengyel filmkészítő és politikus - Zsűrielnök
- Hannes Schmidt, nyugat-német látványtervező
- Marjorie Bilbow, brit író
- Michel Ciment, francia író, újságíró és filmkritikus
- Guido Cinotti, olasz történész és esszéíró
- Georgiy Daneliya, szovjet filmkészítő
- Wolf Hart, nyugat-német vezető operatőr
- Bernard R. Kantor, brit kiadó és akadémikus
- Fernando Macotela, mexikói író és filmkritikus
- Mészáros Márta, magyar filmkészítő
- Shūji Terayama, japán rendező, költő és színműíró

## A fesztivál programja

### Versenyben lévő filmek
Az alábbi filmek voltak versenyben az Arany Medve- és az Ezüst Medve-díjakért:
| Magyar cím                                   | Eredeti cím                                                    | Rendező                 | Ország                       |
| -------------------------------------------- | -------------------------------------------------------------- | ----------------------- | ---------------------------- |
| Verlorenes Leben                             | Verlorenes Leben                                               | Ottokar Runze           | Nyugat-Németország           |
| America at the Movies                        | America at the Movies                                          | George Stevens Jr.      | Amerikai Egyesült Államok    |
| A strand téli őre                            | Čuvar plaže u zimskom periodu                                  | Goran Paskaljević       | Jugoszlávia                  |
| Buffalo Bill és az indiánok                  | Buffalo Bill and the Indians, or Sitting Bull's History Lesson | Robert Altman           | Amerikai Egyesült Államok    |
| Canoa                                        | Canoa: memoria de un hecho vergonzoso                          | Felipe Cazals           | Mexikó                       |
| Kedves Michele                               | Caro Michele                                                   | Mario Monicelli         | Olaszország                  |
| Honjin satsujin jiken                        | 本陣殺人事件                                                   | Yoichi Takabayashi      | Japán                        |
| Isteni teremtmény                            | Divina creatura                                                | Giuseppe Patroni Griffi | Olaszország                  |
| Expropiación                                 | Expropiación                                                   | Mario Robles            | Venezuela, Peru              |
| F, mint Fairbanks                            | F comme Fairbanks                                              | Maurice Dugowson        | Franciaország                |
| Baghé sangui                                 | باغ سنگی                                                       | Parviz Kimiavi          | Irán                         |
| Horu: Munakata Shikō no sekai                | 彫る・棟方志功の世界                                           | Takeo Yanagawa          | Japán                        |
| Hotel Pacific                                | Zaklęte rewiry                                                 | Janusz Majewski         | Lengyelország, Csehszlovákia |
| Sledovatelyat i gorata                       | Следователят и гората                                          | Rangel Vulchanov        | Bulgária                     |
| Fogo morto                                   | Fogo morto                                                     | Marcos Farias           | Brazília                     |
| Las largas vacaciones del 36                 | Las largas vacaciones del 36                                   | Jaime Camino            | Spanyolország                |
| A Földre pottyant férfi                      | The Man Who Fell to Earth                                      | Nicolas Roeg            | Egyesült Királyság           |
| Azonosítás                                   | Lugossy László                                                 | Magyarország            |                              |
| Mozart – Aufzeichnungen einer Jugend         | Mozart – Aufzeichnungen einer Jugend                           | Klaus Kirschner         | Nyugat-Németország           |
| Éjszakák és nappalok                         | Noce i dnie                                                    | Jerzy Antczak           | Lengyelország                |
| Ominide                                      | Ominide                                                        | Paolo Villani           | Olaszország                  |
| Zsebpénz                                     | L'Argent de poche                                              | François Truffaut       | Franciaország                |
| Die plötzliche Einsamkeit des Konrad Steiner | Die plötzliche Einsamkeit des Konrad Steiner                   | Kurt Gloor              | Svájc                        |
| Trains                                       | Trains                                                         | Caleb Deschanel         | Amerikai Egyesült Államok    |
| Dokter Pulder zaait papavers                 | Dokter Pulder zaait papavers                                   | Bert Haanstra           | Hollandia                    |
| A fehér hajó                                 | Ак кеме                                                        | Bolotbek Shamshiyev     | Szovjetunió                  |

### Versenyen kívül
- Az elnök emberei (All the President's Men) - Alan J. Pakula (Amerikai Egyesült Államok)

## Győztesek
- Arany Medve: Buffalo Bill és az indiánok (Robert Altman)
- Zsűri Nagydíja: Canoa (Felipe Cazals)
- Ezüst Medve díj a legjobb rendezőnek: Mario Monicelli (Kedves Michele)
- Ezüst Medve díj a legjobb színésznőnek: Jadwiga Barańska (Éjszakák és nappalok)
- Ezüst Medve díj a legjobb színésznek: Gerhard Olschewski (Verlorenes Leben)
- Ezüst Medve díj a kiemelkedő művészi teljesítményért: Lugossy László (Azonosítás)
- Ezüst Medve díj: Baghé sangui (Parviz Kimiavi)
- FIPRESCI-díj
  - Kaddu Beykat (Safi Faye)[5]
  - Las largas vacaciones del 36 (Jaime Camino)
  - Chhatrabhang (Nina Shivdasani)

## Fordítás
- Ez a szócikk részben vagy egészben  a(z)   26th Berlin International Film Festival című angol Wikipédia-szócikk fordításán alapul.  Az eredeti cikk szerkesztőit annak laptörténete sorolja fel. Ez a jelzés csupán a megfogalmazás eredetét és a szerzői jogokat jelzi, nem szolgál a cikkben szereplő információk forrásmegjelöléseként.